# Laskavec
Rod laskavec (Amaranthus) zahrnuje více než 60 druhů, kulturní formy patří mezi jednoleté rostliny. Pro produkci semen jsou nejvíce využívány druhy Amaranthus hypochondriacus L., Amaranthus caudatus L. a Amaranthus cruentus L. (Michalová, 2001). V Asii a Africe se pěstují jako listová zelenina jiné druhy (Moudrý a Strašil, 1996). Pochází ze Střední Ameriky, byl pěstován Aztéky a Inky již před třemi tisíciletími. Podle svého využití se řadí, stejně jako pohanka, k pseudoobilovinám (Dostálek a kol., 2000). Laskavec patří do skupiny rostlin s C4 cyklem, které mají velkou rychlost fotosyntézy, ekonomičtěji využívají světelnou energii při fixaci CO2, mají sníženou fotorespiraci a dosahují vysoké hodnoty fotosyntetické produkce, tedy i tvorby biomasy. Kromě širokého potravinářského využití zrna i mouky lze laskavec uplatnit i jako krmivo pro hospodářská zvířata. Senáž je kvalitou blízká vojtěškové. Vzrůstné formy jsou využitelné jako zelené hnojení, energetické plodiny (produkce sušiny biomasy je přes 20 t/ha) i pro výrobu papíru, některé druhy zase poskytují surovinu pro produkci barviv a kosmetických přípravků (Moudrý a Strašil, 1996).

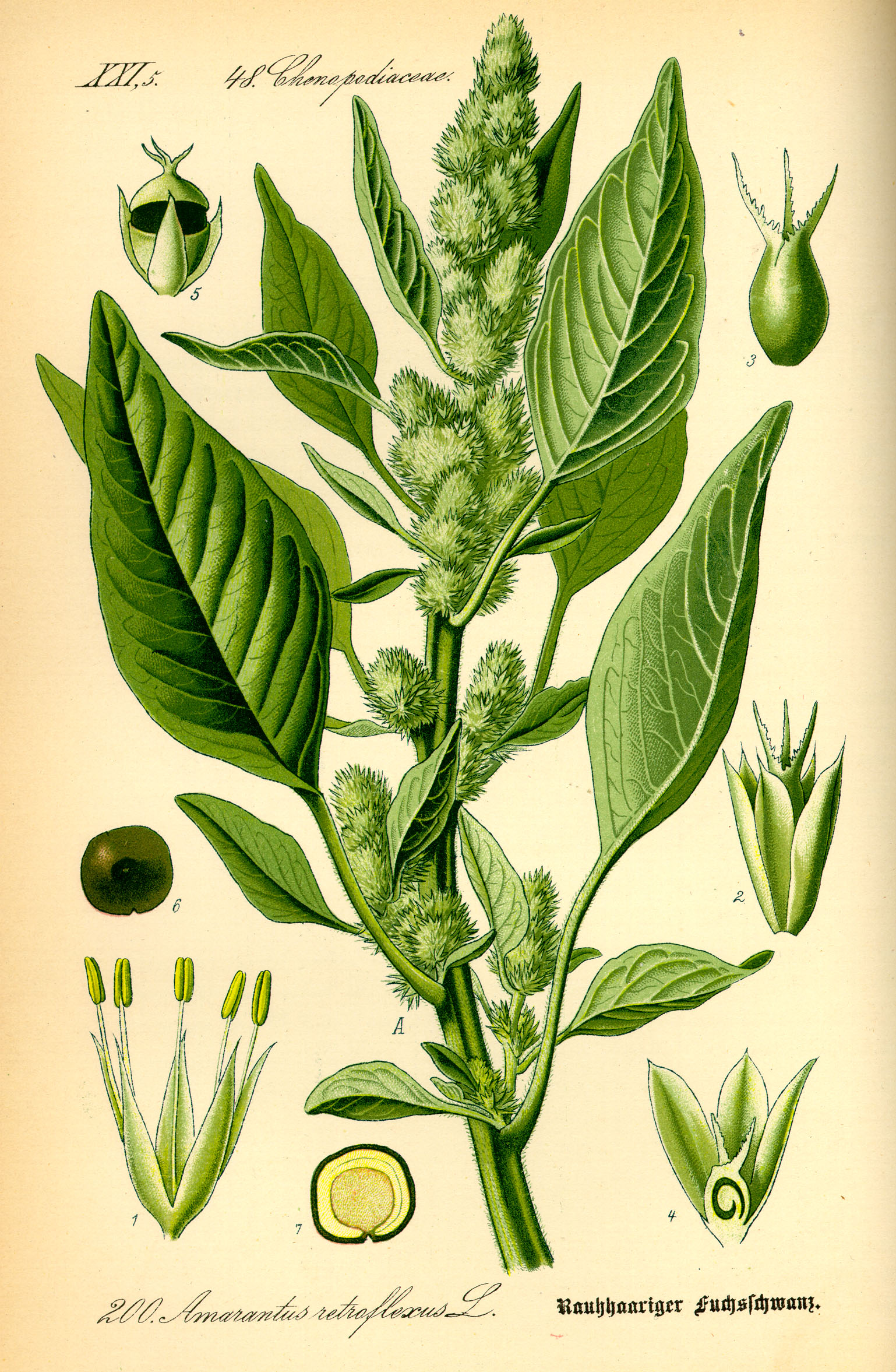
Amaranthus retroflexus

Patří k teplomilným rostlinám. V našich podmínkách mu vyhovují humózní, hlubší a střední půdy, nížinné, teplé a sušší klima. Podle Dostálka a kol. (2000) nesnáší utužení a zamokření. Autoři Moudrý a Strašil (1996) naopak uvádějí vedle odolnosti vůči zasolení i odolnost k zamokření. Není náročný na předplodinu, nevhodné jsou pozemky zaplevelené merlíky, lebedami nebo planým laskavcem, se kterým se může křížit. Spontánními mezidruhovými kříženci laskavců se zabývali Lanta a Havránek (2001). Potvrdili nutnost účinné izolace v semenářských porostech.
Laskavec dobře reaguje na organické hnojení. K rychlému růstu a vytvoření velkého množství biomasy potřebuje dostatek živin. Příprava půdy má udržet vláhu a potlačit plevele, proto se opakovaně vláčí. Vysévá se do půdy prohřáté na 10–12 °C přibližně ve stejné době, kdy se sejí fazole nebo kukuřice. Drobná semena komplikují výsev. Číselné agrotechnické hodnoty jsou uvedeny v tabulce. V době vzcházení je laskavec citlivý na nedostatek vláhy. Při výsevu do nevyhřáté a zamokřené půdy napadají mladé rostliny choroby. Laskavec je citlivý na zaplevelení počátkem vegetace, proto se do zapojení porostu meziřádkově kultivuje plečkou.
| Základní údaje o laskavci | HTS (g) | Výsevek (kg/ha) | Výsevek (semen/m2) | Řádky (cm)    | Hloubka setí (cm) | Výnos (q/ha) |
| --- | ------- | --------------- | ------------------ | ------------- | ----------------- | ------------ |
| Základní údaje o laskavci | 0,3–0,9 | 0,5–1,2         | 100–150            | 32–40 (45–60) | 1–2               | 15–25        |
| V tabulce jsou uvedeny orientační hodnoty, někdy se jedná o poměrně široké rozpětí. Konkrétní výsevek je třeba přizpůsobit odrůdě a způsobu pěstování. (Dostálek a kol., 2000) |         |                 |                    |               |                   |              |

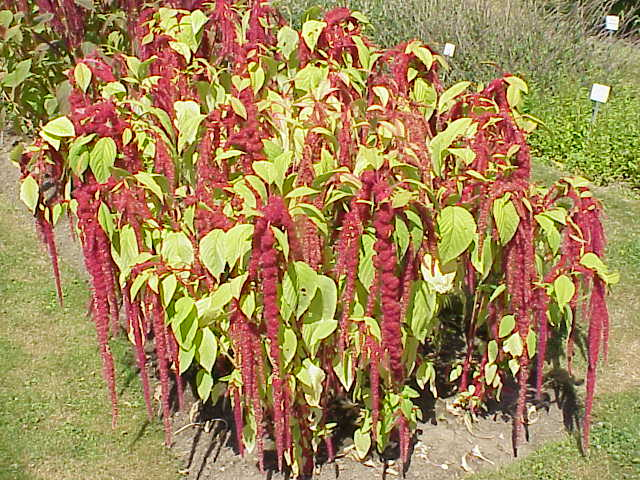
Amaranthus caudatus

Sklizeň je druhé kritické období v pěstování laskavce. V době zralosti semen má rostlina vysoký obsah vody, což ztěžuje sklizeň. Vhodná je desikace prvními mrazy a neprodlená sklizeň, aby se snížily ztráty výpadem zrna. Další ztráty vznikají při vlhnutí květenství během podzimních dešťů. Po sklizni se zrno dočistí a vysuší na vlhkost 10–12%. Mlátička se seřizuje asi jako při sklizni máku (Dostálek a kol., 2000). Pro produkci osiva je nutné důsledné ničení plevelných laskavců (Moudrý a Strašil, 1996).